# Церква Стрітення Господнього (Руська Долина)
Церква Стрітення Господнього (Руська Долина) — втрачена (згоріла) церква в селі Руська Долина, Закарпатської області, Україна, пам'ятка архітектури національного значення (№ 1116).

## Історія
Церква була збудована  з дубових брусів у XV ст. в Новому Селі, звідки в 1928 р. була перевезена на возах в Руську Долину. Церкву встановили на високому бетонному цоколі задля її збереження від вологи так як це було умовою чехословацького уряду, який розглядав можливість перенесення церкви до Праги, де вона мала використовуватися і як діюча церква і, як музейний експонат. У 1750 або 1759 роках стіни вівтарної частини церкви надбудували на три вінці, а стіни нави – на один вінець. Вівтарну частину і наву також перекрили коробовими склепіннями та прибудували відкриту галерею.

## Архітектура
Дерев’яна церква  була тризрубна (первісно двозрубна) тридільна, збудована з дубових брусів та встановлена на високому бетонному цоколі. Зруби бабинця і нави були більш ширші ніж зруб вівтаря. Кути брусів було з’єднано "простим замком" з прямим шипом. Невисока, квадратна в плані башта покрита гонтом з кулеподібним завершенням, якої в первісній церкві хатнього типу не було,  споруджена у другій половині XIX ст. Дерев’яний розмальований вівтар  датований XVIII ст., а іконостас із 12 ікон з орнаментальною різьбою дуже великих форм та нарисованими в більш фресковій ніж іконній манері елементами датований 1750 роком, як свідчить відповідний напис. При малюванні іконостасу використано вохру, білила, червону, синю фарби. Після перевезення церкви було розширено вікна і прохід з бабинця до нави, а дах перекрито бляхою, проте вікно в вівтарній частині збереглося в первісному вигляді. Зруб нави і бабинця був покритий одним дахом, а вівтарний своїм дахом, розташованим нижче від першого.
Церква згоріла 2 травня 1999 року  через коротке замикання.

## Див також
- Церква святого Миколая Чудотворця (Колодне);
- Церква Святого Духа (Колочава);
- Церква Введення Пресвятої Богородиці (Розтока);
- Церква Різдва Пресвятої Богородиці (Пилипець).